# Redwitz an der Rodach
Redwitz an der Rodach is een plaats in de Duitse deelstaat Beieren, en maakt deel uit van het Landkreis Lichtenfels.
Redwitz an der Rodach telt 3.397 inwoners.
Altenkunstadt ·
Bad Staffelstein ·
Burgkunstadt ·
Ebensfeld ·
Hochstadt am Main ·
Lichtenfels ·
Marktgraitz ·
Marktzeuln ·
Michelau in Oberfranken ·
Redwitz an der Rodach ·
Weismain